# Episodi di Bleach (decima stagione)
La decima stagione dell'anime Bleach si intitola saga degli Arrancar vs Shinigami (BLEACH 破面VS.死神篇?, Burīchi: Arankaru VS. Shinigami hen) e comprende gli episodi che vanno dal 190 al 205. La regia delle puntate è a cura di Noriyuki Abe e sono prodotte da TV Tokyo, Dentsu e Pierrot. Gli episodi sono adattati dal manga omonimo di Tite Kubo e corrispondono alle vicende narrate dal capitolo 286 al 315, proseguendo la narrazione dove si era interrotta l'ottava stagione, mentre gli ultimi due non sono tratti dal manga. La trama racconta la prosecuzione della battaglia di Ichigo Kurosaki e i suoi compagni contro gli Espada, gli esponenti più forti dell'esercito dell'ex Shinigami Sōsuke Aizen, per salvare Inoue Orihime. La decima stagione è andata in onda in Giappone dal 14 ottobre 2008 al 3 febbraio 2009 su TV Tokyo. L'edizione italiana è stata pubblicata su Prime Video il 25 marzo 2022.
La decima stagione di Bleach utilizza tre sigle: una di apertura, Velonica degli Aqua Timez (episodi 190-205), e due di chiusura, Hitohira no hanabira di Stereopony (episodi 190-201) e Sky Chord ~Otona ni kimi naru he~ di Shion Tsuji (episodi 202-205).

## Lista episodi
| Nº  | Titolo italiano Giapponese 「Kanji」 - Rōmaji | In onda          | In onda       |
| Nº  | Titolo italiano Giapponese 「Kanji」 - Rōmaji | Giapponese       | Italiano      |
| 190 | Ritorno nell'Hueco Mundo! 「ウェコムンド編、再開！」 - Weko Mundo hen, saikai! | 14 ottobre 2008  | 25 marzo 2022 |
| 190 | Ichigo si ricongiunge ad Orihime e Nel e le aiuta a scendere dall'edificio da cui hanno assistito al combattimento. Raggiunto il terreno sabbioso, i tre si preparano ad andare alla ricerca di Chad e di Rukia, ma vengono interrotti da Grimmjow che, nonostante non riesca neanche a mantenere la sua forma resurrección, tenta un ultimo disperato attacco contro Ichigo. Lo Shinigami sostituto gli chiede di lasciar perdere il loro scontro finché non si sarà ripreso ma Grimmjow attacca di nuovo; in quel momento interviene Nnoitra che, dopo aver messo fuori combattimento Grimmjow, inizia subito il suo combattimento con Ichigo mentre la sua Fracción Tesla immobilizza Orihime. Durante lo scontro, Nnoitra mostra la sua lingua, su cui è tatuato il numero 5. Nel frattempo Renji, Ishida, Pesche e Dondochakka cercano di fuggire dalla stanza in cui avevano combattuto con Szayel Aporro, ma dopo una lunga rampa di scale si ritrovano nella stessa stanza, di fronte allo stesso Espada. |                  |               |
| 191 | Lo spaventoso banchetto del teatro di Szayelaporro 「恐宴, ザエルアポロ劇場」 - Kyōen, Zaeruaporo gekijō | 21 ottobre 2008  | 25 marzo 2022 |
| 191 | Si ritorna sulla battaglia di Renji, Ishida, Pesche e Dondochakka contro Szayel Aporro Grantz. Szayel Aporro ingoia la sua spada, Fornicarás, per rilasciare la propria forma resurrección, caratterizzata, tra l'altro, da strane escrescenze che ricordano vagamente delle ali e che sono il suo punto di forza. Szayel Aporro rilascia un liquido scuro che ha il potere di creare una copia di qualunque persona con cui entri in contatto, avente le stesse abilità di quest'ultima; inoltre, l'Espada dice di aver rimosso le limitazioni che impedivano ai suoi avversari di usare le loro tecniche migliori. Mentre Renji e compagni sono impegnati in un combattimento totalmente equilibrato, continua lo scontro tra Ichigo e Nnoitra. Orihime pondera la possibilità di liberarsi da Tesla, ma questi la avverte che qualsiasi attacco da parte sua lo metterebbe nella posizione di potersi difendere distruggendo i sei fiori. La ragazza rinuncia al suo piano e si accorge dell'assenza di Nel, ma anche Tesla se ne rende conto e distrugge il masso dietro cui era nascosta la piccola Arrancar; Nnoitra vede Nel e la riconosce, chiedendole se la cicatrice che ha sulla testa le provoca dolore. Nel palazzo di Szayel Aporro, l'aumento del numero delle copie mette in difficoltà Dondochakka e compagni, ma l'Hollow è più preoccupato per la sensazione di dispiacere che percepisce da Nel. Nnoitra rivela ad Ichigo che Neliel Tu Oderschvank, o Nel, è in realtà un'ex-Espada. |                  |               |
| 192 | Il segreto di Nel. Un'amazzone formosa scende in campo?! 「ネルの秘密, 巨乳美女参戦！？」 - Neru no himitsu, kyonyū bijo sansen!? | 28 ottobre 2008  | 25 marzo 2022 |
| 192 | Tra lo sbigottimento di Ichigo ed Orihime, Nnoitra accusa Nel di averli usati per poter rientrare a Las Noches e saldare i conti con lui, ma Nel nega di essere un'ex-Espada, pregando Ichigo di crederle. Questi blocca Nnoitra che vorrebbe malmenarla, però non riesce a tenergli testa a dovere; Nnoitra afferma che l'amnesia di Nel è dovuta al fatto che lui le ha spaccato la testa. Dopo vari tentativi da parte di Ichigo di fermare l'Espada, Nnoitra opta per un combattimento corpo a corpo e, dopo qualche colpo, cerca di rompere un braccio ad Ichigo. A quel punto Nel grida e attorno a lei si produce una esplosione di fumo rosa, da cui poi appare una sua versione adulta, la sua forma originale, la cui reiatsu è percepita anche da Pesche e Dondochakka. Usando il Sonido, Nel porta al sicuro Ichigo ed inizia a combattere contro Nnoitra; fin dalle prime mosse è evidente che la precedente Terza Espada è molto più forte e più veloce di lui. Nnoitra le lancia un Cero, ma Nel contrattacca con il suo Cero Doble e lo mette fuori combattimento. Tesla abbandona Orihime per soccorrere il suo padrone. Momentaneamente riuniti, Nel con un abbraccio irruente riesce dove Nnoitra aveva fallito: far perdere i sensi ad Ichigo. Il momento viene interrotto dal passaggio di Tesla, scaraventato contro un muro da Nnoitra; questi spiega che, nel tempo in cui Nel è stata via, la forza degli Espada è molto aumentata, e che il suo "3" ormai non vale più nulla. |                  |               |
| 193 | Resistenza impossibile, lo spettacolo di burattini del terrore 「抵抗不能、恐怖の人形劇」 - Teikō funō, kyōfu no ningyōgeki | 4 novembre 2008  | 25 marzo 2022 |
| 193 | Renji ed Ishida riescono a sconfiggere due loro copie, ma da ciascuno dei pezzi in cui queste esplodono si forma una nuova copia. Ishida dice agli altri di aver notato che le copie di Pesche indossano i calzoni invece del fundoshi e che quelle di Dondochakka non hanno le macchie sulla schiena. Renji ha un'idea per uscire dalla stanza: rilascia il suo Bankai e, date le sue dimensioni e il grande numero di copie che lo imitano, il palazzo di Szayel Aporro viene distrutto. Una volta riemerso dalle macerie, l'Espada distrugge le copie sopravvissute e dice di voler combattere personalmente, mostrando la vera forza di Fornicarás. Ishida e Renji attaccano per primi ma i loro colpi vengono bloccati e Szayel Aporro approfitta della distrazione per catturare Ishida in una sua ala, riuscendo a creare una bambola con cui può controllarne i cinque sensi ed infliggergli ferite; all'interno della bambola sono contenuti tanti piccoli pezzi che rappresentano gli organi ed altre parti del corpo. Renji si lancia all'attacco dopo che Szayel Aporro distrugge lo stomaco di Ishida, ma anche lui viene intrappolato nelle ali. Altrove, Nnoitra attacca di nuovo Nel, dicendole che la trova irritante come in passato. |                  |               |
| 194 | Il passato di Nelliel 「ネリエルの過去」 - Nerieru no kako | 11 novembre 2008 | 25 marzo 2022 |
| 194 | Tesla impedisce ad Ichigo ed Orihime di aiutare Nel che, dice, è una pietra che blocca la spada di Nnoitra. Viene rievocato un precedente scontro tra Nel e Nnoitra, allora Terza e Ottava Espada; Nel si rifiuta di ucciderlo perché un Arrancar, che ha recuperato la capacità di ragionare, ha bisogno di un motivo per farlo, mentre per Nnoitra l'odio che prova verso di lei, "una donna che è più forte di un uomo", è già motivo sufficiente. Per sconfiggerla le tende una trappola: strappa la maschera alle sue Fracción, Pesche e Dondochakka, e nello scontro che segue attira Nel in una stanza controllata da Szayel Aporro, che al tempo non era un'Espada; tramite un'illusione ottica riesce a colpirla alle spalle, rompendole la maschera. Nel e compagni vengono gettati fuori dalle mura di Las Noches da Nnoitra, che spera di acquistare esperienza per poterla sconfiggere nel loro prossimo scontro, ma Nel si trasforma in una bambina; Dondochakka e Pesche giurano quindi di proteggerla, ora che è debole. Nel presente, Renji ha subito danni a molti organi ma continua a lottare, finché non gli viene reciso il tendine d'Achille. Pesche riesce a rubare le bamboline a Szayel Aporro tramite la sua bava scivolosa e, con Bawabawa, si prepara ad attaccarlo per poter correre in aiuto di Nel che, sempre più in difficoltà, decide di usare la sua forma resurrección. |                  |               |
| 195 | La combinazione definitiva! Pesche fa sul serio 「究極合体！ ペッシェの本気」 - Kyuukyoku gattai! Pesshe no honki | 18 novembre 2008 | 25 marzo 2022 |
| 195 | Neliel rilascia la sua spada Gamuza e, trasformata in centaura, colpisce Nnoitra. Pesche riesce a ferire Szayel Aporro e l'Espada ordina ai due colossi che fanno parte della sua resurrección di occuparsi di Bawabawa, ma Dondochakka li mette fuori combattimento. Pesche afferma che loro due sono diventati molto più forti dall'ultima volta e, per provarlo, lanciano un Cero Sincretico, ossia due cero sincronizzati insieme. Neliel si prepara a dare l'ultimo colpo, non letale, a Nnoitra ma si ritrasforma improvvisamente in una bambina. Dietro ordine di Nnoitra, Tesla rilascia la sua resurrección e inizia a rompere le ossa di Ichigo. Szayel Aporro riesce a separare le due parti del Cero Sincretico poiché, avendo subito riconosciuto le Fracción di Neliel, ha potuto studiarne le capacità e prevederne le mosse. Mentre Zommari Leroux si prepara a decapitare Rukia dopo aver constatato la morte di Aaroniero, le Exequias stanno per fare altrettanto con Gantenbainne Mosqueda e Chad. Ichigo ormai riesce a malapena a strisciare, ma quando Tesla sta per finirlo la sua mano viene bloccata da un inatteso salvatore: il capitano Kenpachi Zaraki. |                  |               |
| 196 | La più potente armata di Shinigami scende in campo! 「参戦！最強死神軍団登場」 - Sanzen! Saikyō shinigami gundan tōjō | 25 novembre 2008 | 25 marzo 2022 |
| 196 | Kenpachi batte Tesla con un singolo colpo e spiega che lui e gli altri — Yachiru, Nemu, Mayuri, Unohana, Isane e Byakuya — sono potuti entrare nell'Hueco Mundo grazie al Garganta aperto da Urahara dietro ordine di Yamamoto. Unohana e Isane si trovano di fronte le Exequias che si ritirano dopo che il capitano ha dichiarato che non combatterà se non attaccata; le due donne si apprestano a curare Chad e Gantenbainne Mosqueda. Kurotsuchi, che vorrebbe portare Szayel Aporro nel suo laboratorio per analizzarlo, viene catturato dalle ali dell'Espada come era successo a Ishida e Renji, ma il capitano sembra felice e dice al suo avversario che sta per sperimentare un mondo oltre la propria comprensione. Kenpachi e Nnoitra iniziano lo scontro e Ichigo vorrebbe continuare a combattere, ma viene fermato da Yachiru che non vuole che nessuno interferisca col divertimento di Kenpachi. Il capitano e Nnoitra sono entrambi molto contenti di aver trovato un degno avversario e decidono di cominciare a fare sul serio. Byakuya chiede a Zommari se sia stato lui a ridurre Rukia in fin di vita; questi conferma che stava per darle il colpo di grazia e dice di avere il Sonido più veloce tra gli Espada, cosa che prova usando il Gemelos Sonido, tecnica che gli permette di creare cloni della propria immagine. Byakuya riesce a colpire entrambe le copie, ma una terza appare alle sue spalle e il capitano la colpisce con un Kidō. Byakuya viene trafitto contemporaneamente da due immagini, ma in realtà si trattava anche per lui solo di una copia, grazie ad una tecnica che aveva imparato da Yoruichi. |                  |               |
| 197 | Il Bankai di Byakuya, l'ira silenziosa 「白哉卍解、静かなる怒り」 - Byakuya bankai, shizukanaru ikari | 2 dicembre 2008  | 25 marzo 2022 |
| 197 | Mentre Hanatarō cerca di raggiungere Byakuya, Zommari rilascia la sua spada trasformandosi in un essere con molteplici occhi, ognuno dei quali può prendere il comando di un oggetto che vede. La prima cosa ad essere controllata è il piede sinistro di Byakuya, ma questi non esita a recidere i nervi della propria gamba per impedire al suo nemico di comandarla. Zommari guarda poi in direzione del corpo esanime di Rukia, ma Byakuya le si para davanti. Nel frattempo arriva Hanatarō. Mentre Unohana e Isane curano Chad e Gantenbainne e prosegue lo scontro tra Zaraki e Nnoitra, Byakuya si accorge che Zommari ha preso il controllo della sua mano sinistra e, anche in questo caso, ne recide i nervi. Anche la testa, e conseguentemente tutto il corpo, di Rukia è finita sotto il controllo dell'Espada e la ragazza ferisce Hanatarō, che la stava portando via, e inizia a combattere contro suo fratello. Quando Zommari fa sì che Rukia si punti al collo la propria spada, Byakuya è costretto a lasciare la sua Zanpakutō, ma riesce tuttavia a immobilizzare Rukia con un Kidō. Recuperata la sua Zanpakutō, Byakuya rilascia il suo Bankai e Zommari, che ha un totale di cinquanta occhi sul suo corpo, non può far nulla contro i milioni di lame di Senbonzakura. |                  |               |
| 198 | I due scienziati e la trappola di Mayuri 「２人の科学者、マユリの罠」 - Futari no kagakusha, Mayuri no wana | 9 dicembre 2008  | 25 marzo 2022 |
| 198 | Zommari sopravvive al Senbonzakura e tenta un ultimo attacco contro Byakuya, che respinge facilmente Amor grazie al Kido. Zommari, furioso, rinfaccia al suo avversario l'ipocrisia del massacro compiuto dagli Shinigami ai danni degli Hollow, ma Byakuya lo colpisce mortalmente dicendo di averlo fatto non per i suoi doveri di Shinigami, ma perché Zommari ha "puntato la spada al suo onore". Nel frattempo, Mayuri sembra in difficoltà contro Szayel Aporro, che gli distrugge molti organi, ma in seguito rivela di aver sostituito tutti i suoi organi con delle copie dopo aver osservato le tecniche dell'Espada tramite dei batteri che aveva iniettato nel corpo di Ishida durante il loro precedente combattimento. Szayel Aporro cattura Nemu per usarla come ostaggio ma né Mayuri né lei stessa sembrano minimante preoccupati. Il capitano sfodera il suo Bankai, Konjiki Ashisogi Jizō, che rilascia il suo gas velenoso neutralizzando le tecniche curative dell'Espada e infine lo assale con tutta la sua potenza. |                  |               |
| 199 | Sacra rinascita, Szayelaporro risorto 「聖誕、蘇るザエルアポロ」 - Seitan, Yomigaeru Zaeruaporo | 16 dicembre 2008 | 25 marzo 2022 |
| 199 | Al suo risveglio Rukia scopre di essere stata curata, insieme ad Hanatarō, dal vice-capitano Isane. Orihime va a curare Nel mentre Zaraki e Nnoitra continuano a lottare. Chad si risveglia e trova il capitano Unohana intenta a monitorare i vari scontri. Szayel Aporro, divorato da Ashisogi Jizō, sembra essere sconfitto ma sfruttando la reiatsu di Nemu, ancora in suo potere, riesce a risorgere grazie ad una tecnica chiamata Gabriel, che gli permette di prendere il controllo degli esseri viventi con cui entra in contatto. In questo modo riesce a piegare alla sua volontà il Bankai di Mayuri, ma questi lo ha modificato in modo tale che si autodistruggesse nel caso in cui gli si rivoltasse contro. Mayuri spiega a Szayel Aporro che, nel momento in cui ha sfruttato il corpo di Nemu per risorgere, ha assorbito la "Formula del Superuomo", una droga che dilata la percezione del tempo finché un solo secondo sembra lungo come un secolo ma non ha effetto sulle capacità motorie, che quindi risultano inadeguate ai sensi incredibilmente amplificati. A Mayuri non resta che trafiggere l'avversario inerme. |                  |               |
| 200 | Chi ha il corpo più resistente? Abbatti Nnoitra! 「最硬の体！?ノイトラを斬れ」 - Saikō no karada!? Noitora o kire | 23 dicembre 2008 | 25 marzo 2022 |
| 200 | Dopo aver trapassato Szayel Aporro, Mayuri gli spiega come la perfezione possa essere motivo di disperazione per un ricercatore, che non avrebbe più uno scopo se essa fosse raggiunta; secondo lui, ogni scienziato dovrebbe migliorare sempre più le proprie conoscenze e gioire del fatto che, per quanto possa avvicinarsi alla perfezione, non potrà mai raggiungerla. Dopo aver spezzato la propria Zanpakutō come punizione per esserglisi rivolta contro, Mayuri cura Nemu e le ordina di liberare l'accesso al laboratorio di Szayel Aporro per poi curare sia Renji che Ishida. Intanto, i colpi che Kenpachi riesce ad infliggere a Nnoitra non hanno alcun effetto a causa dell'incredibile durezza della sua pelle, ma il Capitano non sembra preoccuparsene e tiene testa all'Espada nel combattimento, riuscendo a trapassarne la testa in corrispondenza dell'occhio nascosto dalla benda. Sfortunatamente, la benda aveva il solo scopo di nascondere il buco e la maschera tipici degli Hollow e Nnoitra riesce a sfruttare il momentaneo disorientamento di Kenpachi per ferirlo. |                  |               |
| 201 | Nnoitra rilascia la sua potenza, la moltiplicazione delle braccia 「ノイトラ解放！増殖した腕」 - Noitora kaihō! Zōshokushita ude | 6 gennaio 2009   | 25 marzo 2022 |
| 201 | Nonostante il colpo subito e l'inutilità del suo ultimo attacco, Kenpachi si dice contento del fatto che il suo avversario possa morire, altrimenti lo scontro non sarebbe stato divertente. Il capitano continua ad attaccare in maniera sempre più incalzante e riesce prima a ferire ad un braccio Nnoitra, poi a tagliar via le punte superiori della sua arma, ferendolo ancora; il capitano afferma di essere ormai abituato alla durezza della pelle del suo avversario e di essersi finalmente riscaldato abbastanza. Kenpachi respinge a mani nude un Cero di Nnoitra e lo ferisce gravemente dopo che questi gli ha strappato in un attacco la benda che serve a consumare la sua reiatsu. Nnoitra reagisce rilasciando la sua Zanpakutō, Santa Teresa, e si trasforma in un essere con quattro braccia e altrettante armi. Kenpachi, colpito, cade a terra e l'Espada si muove verso Yachiru per finire anche lei, ma il capitano riesce a tagliargli un braccio nonostante gli avvertimenti della giovane tenente. Nnoitra fa ricrescere il braccio tagliato e recupera l'arma, ma nonostante i violenti attacchi Kenpachi riesce a tenergli testa. Dopo aver parato un colpo con tutte e quattro le proprie armi, Nnoitra riesce a trapassare l'addome del capitano grazie ad un ulteriore paio di braccia che aveva tenuto nascoste fino ad allora. |                  |               |
| 202 | Fine dello scontro! Chi è il più forte? 「激闘決着！最強は誰だ」 - Gekitou kecchaku! Saikyou ha dare da | 13 gennaio 2009  | 25 marzo 2022 |
| 202 | Kenpachi sembra molto contento che il suo avversario sia riuscito a ferirlo e la battaglia riprende più feroce di prima. Dopo aver notato che il suo avversario non perde il suo spirito combattivo anche dopo essere stato ferito molte volte, Nnoitra si lancia in un attacco ancora più forte dei precedenti e riesce a colpire Kenpachi al collo. Rendendosi conto che potrebbe morire, il capitano decide di usare il kendō, di cui Yamamoto gli aveva dato una lezione quando si era unito al Gotei 13; afferrando la spada con entrambe le mani Zaraki riesce a sferrare un colpo così potente da mettere in ginocchio l'Espada. Il capitano si allontana ma Nnoitra rifiuta di accettare la sconfitta e lo attacca di nuovo, ricordando nel frattempo episodi accaduti al tempo in cui Nel era ancora un'Espada, come il massacro di un paese di Hollow o il fatto di essere stato salvato da Nel in un'occasione in cui la stessa ha detto di seguirlo ovunque perché più debole di lei. Nnoitra attacca perché non sopporta di ricevere la pietà dei suoi avversari o dei suoi compagni, ma la sua rabbia è troppo grande e Kenpachi lo colpisce di nuovo. |                  |               |
| 203 | Raduno a Karakura! Aizen contro gli Shinigami 「空座町に集結！藍染対死神」 - Karakura-chō ni shūketsu! Aizen tai shinigami | 20 gennaio 2009  | 25 marzo 2022 |
| 203 | Prima di morire, Nnoitra ricorda stralci del suo passato: dalla crudeltà verso altri Arrancar da lui sconfitti, ai tentativi di lottare con Neliel, a cui ha ammesso di voler combattere perché spera di morire in battaglia e di voler diventare più forte per avere sempre più scontri. Kenpachi, molto soddisfatto dal combattimento, dice ad Ichigo di accompagnare a casa Orihime perché il suo compito è quello di proteggere la città di Karakura, quindi chiede alla ragazza di curarlo, ma questa è intercettata dall'Espada Stark che la riporta da Aizen, il quale le dice di aspettare che loro creino la Chiave del Re distruggendo la città di Karakura. Aizen svela a tutti gli Shinigami presenti nell'Hueco Mundo di aver rapito Orihime per far sentire minacciato il Gotei 13 e costringerlo a rafforzare le proprie difese tralasciando quelle del mondo reale. Causa poi la chiusura dei Garganta usati dai capitani, di fatto imprigionandoli nell'Hueco Mundo e limitando ulteriormente la forza del Gotei 13, ma tra i compiti assegnati ad Urahara c'era anche quello di fare in modo che Karakura potesse sopportare una battaglia svolta da tutti i Capitani: la città originale è stata sostituita, tramite quattro pilastri che funzionano più o meno come un Senkaimon, con una replica creata alla periferia del Rukongai dove ora si trovano anche tutti gli abitanti. Aizen afferma che questo significherà solo dover creare la Chiave del Re nella Soul Society e chiama sulla terra i tre Espada più potenti con Fracción al seguito, mentre lascia Las Noches in consegna ad Ulquiorra, appena uscito dalla Caja Negación. Ichigo afferma di dover proteggere i suoi amici e non la città e si precipita dal Quarto Espada e da Orihime. |                  |               |
| 204 | La strategia persuasiva del seppuku ideata da Ichigo 「一護の切腹説得作戦☆」 - Ichigo no seppuku settoku sakusen | 27 gennaio 2009  | 25 marzo 2022 |
| 204 | Ichigo è a scuola quando si imbatte di nuovo in Rurichiyo del clan Kasumioji, che è tornata nel mondo reale poiché adirata con Kenryuu, il suo tutore, che non le consente di giocare a calcio quando ha altri doveri da adempiere. Questo porta ad un altro confronto tra Rurichiyo e Kenryuu, con quest'ultimo che tenta di togliersi la vita per rendere Rurichiyo felice. Dopo una piccola persuasione da parte di Ichigo e dei suoi amici, riescono a mettere su una messa in scena per costringere Rurichiyo a perdonarlo, ma lei finisce per smascherarli. Questo porta ad un'altra discussione sul calcio e culmina con Rurichiyo che sfida Kenryuu ad una partita a calcio per stabilire chi ha ragione una volta per tutte. |                  |               |
| 205 | Che batticuore! Il torneo di kemari pieno di Hollow 「ドキ！虚だらけの蹴鞠大会」 - Doki! Horō darake no kemari taikai | 3 febbraio 2009  | 25 marzo 2022 |
| 205 | Inizia la partita di calcio: da una parte abbiamo Ichigo, Chad, Orihime, Enryuu e Rurichiyo, mentre nell'altra squadra abbiamo: Ishida, Rukia, Kon, Kenryuu e Yoruichi. Urahara è lo sponsor della partita, mentre gli arbitri sono Ururu, Jinta e Tessai. L'area di gioco è l'intera città di Karakura. Kon, durante la partita, stava per uscire dal campo e viene fermato da Tessai e Kon esce ed entra Ikkaku, che combatte contro Ichigo pensando che tutto quello fosse un allenamento per Ichigo. Un Hollow appare ed Ichigo lo elimina facilmente. La partita è finita perché la palla si è persa. Shuu del clan Kasumioji arriva e dice che l'idea di un torneo di calcio è piaciuta molto ai suoi sudditi. Rurichiyo è molto contenta e con l'approvazione di Kenryuu decide di fare il torneo di calcio. Rurichiyo, Kenryu ed Enryu se ne vanno nella Soul Society. |                  |               |

## DVD

### Giappone
Gli episodi della decima stagione di Bleach sono stati distribuiti in Giappone anche tramite DVD, quattro per disco, da maggio 2009 a agosto 2009.
| N° | Data           | Dischi | Episodi |
| -- | -------------- | ------ | ------- |
| 1  | 27 maggio 2009 | 1      | 190-193 |
| 2  | 24 giugno 2009 | 1      | 194-197 |
| 3  | 22 luglio 2009 | 1      | 198-201 |
| 4  | 26 agosto 2009 | 1      | 202-205 |